# Slushko palæet
Slushko Slot (litauisk: Sluškų rūmai, polsk: Pałac Słuszków) i Senamiestis, Vilnius, Litauen er et barokslot beliggende på venstre bred af Neris. Området hvor slottet ligger har tidligere været en del af Antakalnis.
Slottet blev opført i 1690-1700 af Voivod i Polotsk voivodskab Dominik Słuszko fra Ostojafamilien, der skabte en kunstig halvø i Neris til at bygge slottet på. Halvøen blev etableret af jorden fra en bakke, der adskilte Antakalnis fra Vilnius Slot. Oprindeligt gav store Joniske pilastre omkring de høje vinduer facaden et sammenhængende indtryk. Det menes at udsmykningen af slottet blev udført af Michelangelo Palloni og Giovanni Pietro Perti, der var arkitekten bag slottet.
De polsk-litauiske regenter anvendte slottet under besøg i byen efter kongeslottet var brændt ned omkring 1657 under den polsk-russiske krig 1654–1667. Den russiske zar Peter den Store oprettede hovedkvarter på slottet i 1705 og 1709 under den Store Nordiske Krig.
Efter Słuszkos død i 1727 var slottet ejet af Puzynas fyrstefamilien (af Rurikslægten) og fra 1745 af Potockis familie. Piarist, en katolsk munkeorden, købte slottet i 1756 og etablerede et kloster med trykkeri. Senere blev slottet købt af Michał Kazimierz Ogiński i 1766 og genopbygget af Pietro Rossi. Slottet blev konfiskeret af zarens regering i 1794 og omdannet til et lejlighedskompleks. Det har huset et bryggeri ejet af Dominik Zajkowski fra 1803 indtil 1831, hvor slottet blev konfiskeret af zarens militær. Bygningen blev ombygget og de to etager blev opdelt i fire. Fra 1872 benyttedes slottet som militærfængsel. Slottets rige interiør og eksteriør ovelevede ikke.
I dag rummer slottet det litauiske akademi for Musik og Teater. Slottets udhuse er ved at blive restaureret, og der er planer om at hovedbygningen skal restaureres efterfølgende, hvor slottet føres tilbage til den to etages plan og indrettes med vinduer i den oprindelige barokstil.

## Galleri
- Udsigt til Slusko Slot i 1873